# 달빛궁궐
"달빛궁궐"은 2016년에 개봉한 대한민국의 애니메이션 영화이다.

## 달빛궁궐의 배경
창덕궁에서 일어난 전투를 그렸다.
현주리가 어쩌다 가출한 다람이를 만나고 매화부인에게 속아 명찰을 뺏겨 산신에게 봉인된 향나무를 매화부인이 빼내지만 통제 못해서 다 부서진다. 이것을 어떻게 극복할까?? 현주리는 어떡할까?? 매화부인은 과연 착해질까??

## 목소리 출연
- 김서영 : 현주리〈
- 이하늬 : 매화부인
- 권율 : 원
- 김슬기 : 다람이
- 신용우 : 백악산신〉
- 이장원 : 목멱대왕
- 시영준 : 향나무
- 이상범 : 휘
- 이현 : 규수
- 강시현 : 새봄
- 문유정 : 엄마
- 정주원 : 매화정령(버섯)
- 신경선 : 아빠, 지혜의 거북
- 이유리 : 박쥐상궁